# Stocken-Höfen
Stocken-Höfen ist eine Einwohnergemeinde im Schweizer Kanton Bern. Sie gehört zum Verwaltungskreis Thun.
Die Gemeinde wurde zum 1. Januar 2014 durch dem Zusammenschluss der bisherigen drei Gemeinden Niederstocken, Oberstocken und Höfen gebildet. Sitz der Gemeindeverwaltung ist Oberstocken.

## Geschichte
Die Gemeinde Stocken-Höfen entstand auf den 1. Januar 2014 durch die Fusion der vormals unabhängigen Gemeinden Höfen, Niederstocken und Oberstocken. Zur Reinigung des Abwassers ist die Gemeinde an die ARA Thunersee in der Uetendorfer Allmend angeschlossen.

## Bevölkerung
Mit 1017 Einwohnern (Stand 31. Dezember 2023) gehört Stocken-Höfen zu den kleineren Gemeinden des Verwaltungskreises Thun.

## Politik
Gemeindepräsident ist Andreas Stauffenegger (Stand Februar 2025).
Die Stimmenanteile der Parteien anlässlich der Nationalratswahl 2023 betrugen: SVP 57,4 % (−0,2 %), glp 10,9 % (+3,2 %), SP 7,6 % (+0,8 %), EDU 5,5 % (+0,4 %), Mitte 4,8 % (−2,4 %), GPS 4,6 % (−2,1 %), EVP 2,8 % (−0,5 %), FDP 1,8 % (−0,1 %).